# Zamorilla
Zamorilla är en ort i Mexiko.   Den ligger i kommunen San Luis Potosí och delstaten San Luis Potosí, i den centrala delen av landet, 400 km nordväst om huvudstaden Mexico City. Zamorilla ligger 1 676 meter över havet och antalet invånare är 140.
Terrängen runt Zamorilla är lite kuperad. Runt Zamorilla är det ganska tätbefolkat, med 90 invånare per kvadratkilometer. Närmaste större samhälle är Loma Prieta, 2,8 km nordväst om Zamorilla. Omgivningarna runt Zamorilla är i huvudsak ett öppet busklandskap.